# Bertrand Gille
Bertrand Gille (París, 29 de marzo de 1920 - id. 30 de noviembre de 1980) era un archivero, historiador y tecnólogo francés. 

## Biografía
Liicenciado en historia por la Sorbona, se graduó en la École des chartes como  archivero paleográfico en 1943 con una tesis sobre “ La industria del hierro en Francia desde Colbert hasta la Revolución  ". Luego fue conservador  en el Archivo nacional  y profesor en Clermont-Ferrand y París I, así como director de investigación en la École Pratique des Hautes Études.
Sus trabajos tratan sobre la siderurgia y la banca, así como sobre la historia de la ciencia y la tecnología.
Gille era miembro de la Society for the History of Technology que le concedió en 1970  la medalla Leonardo da Vinci.

## Obras

### Ingenieros del Renacimiento(1960)
Cuando el régimen feudal estaba decayendo y surgía el capitalismo moderno,  se estableció en Europa un sistema técnico completamente nuevo sin el cual la ciencia clásica no habría podido despegar. Gille elabora  un inventario de lo que los ingenieros del Renacimiento, especialmente Leonardo da Vinci, aportaron a campos tan diferentes como la tecnología bélica, la arquitectura, la metalurgia, las máquinas textiles, la relojería, la hidráulica, etc. En la bibliografía se incluye un catálogo de manuscritos relacionados con la escuela alemana, la escuela italiana, obras dedicadas a Leonardo da Vinci, así como una colección de dibujos mecánicos. El primer nivel de investigación está esencialmente dedicado a los predecesores de Leonardo da Vinci, a los orígenes griegos, luego a la escuela alemana, a la escuela italiana y finalmente a Francesco di Giorgio Martini . La segunda parte de esta obra está dedicada únicamente a Leonardo da Vinci, su carrera como ingeniero y técnico y su método.

### Historia de la Casa Rothschild(1965-1967)
Este libro  se basa en la consulta de los archivos de la firma Rothschild pero también en cientos de archivos públicos y privados. En particular, arroja luz sobre el papel de la familia Rothschild en la financiación de las guerras en Europa y América.

### Historia de la tecnología(1978)
Partiendo de la observación de que no existe una técnica aislada y que debe recurrir a “ técnicas ricas ", Bertrand Gille propone en esta obra  ver la historia a través de la sucesión de " sistemas técnicos " que define como el conjunto de coherencias que se tejen en un momento dado entre las diferentes tecnologías y que constituyen una etapa más o menos duradera. de la evolución de las técnicas. La adopción de un sistema técnico implica necesariamente la adopción de un sistema social correspondiente para que se mantengan las coherencias. Para el autor, el sistema técnico siempre está por delante de otros sistemas humanos (legal, político, económico, etc.) y por experiencia vemos que el emprendedor tiende a resistirse a los cambios del sistema. Así, cada época se caracterizaría por una sinergia entre algunas técnicas fundamentales, creando una economía específica. Los límites estructurales se sienten al final del período de expansión del sistema.  Este momento se caracteriza por la dificultad de aumentar las cantidades, por la dificultad de reducir los costos de producción o incluso por la imposibilidad de diversificar la producción. En su análisis histórico el autor muestra la existencia de sistemas técnicos bloqueados.

### La mecánica griega(1980)

Dibujo balístico del palintone que muestra el uso del módulo para diseñar la máquina.

Gille muestra aquí  que la antigua Grecia no era sólo un lugar de pensamiento abstracto, origen de nuestra ciencia teórica. También vio florecer una verdadera escuela de mecánicos que, desde Tales y Arquímedes hasta Filón de Bizancio y Garza de Alejandría, pasando por Vitruvio, dieron origen a la tecnología . Todos ellos nos dan la imagen de científicos atraídos tanto por la ciencia pura como por los problemas materiales, y es a los filósofos a quienes debemos una separación arbitraria entre ciencia y tecnología.
Fue durante la época de Arquitas cuando se desarrollaron las cinco cadenas cinemáticas elementales, un acontecimiento considerable para la tecnología. Permitirán tanto la transmisión como la transformación del movimiento para satisfacer una las necesidades materiales, y también placer para la vista con máquinas de entretenimiento. Gracias al árbol de levas, los griegos de Alejandría inventaron la programación, es decir la realización de operaciones planificadas de antemano. Gracias al flujo de agua o la caída de un peso, sugerirá regulación o retroalimentación automática. Se añadirán consideraciones relativas a la neumática del aire y del agua y la notable aplicación práctica de la noción de módulo .
Los griegos expresarán el sueño de dar a la técnica una formulación matemática, de asegurar sus resultados por la vía demostrativa, y poder aplicar  sus soluciones  en todas las circunstancias.

### Pequeñas preguntas y grandes problemas.: lacarretilla(1980)
En este artículo   cuyo tema puede parecer menor, el autor utliza sus conocimientos históricos para proponer una  reflexión crítica.

## Publicaciones
- Los orígenes de la gran industria metalúrgica en Francia, Ediciones Domat Montchrestien, 1947
- Historia socioeconómica de Rusia desde la Edad Media hasta el XIX XIX. siglo, Payot, 1949
- Espíritu técnico y civilización en la Edad Media, 1952
- Los avances tecnológicos en Europa de 1100 a 1400, éditions de la Baconnière, 1956
- Investigación sobre la formación de la gran empresa capitalista (1815-1848), SEVPEN, 1959.
- Historia de la Casa Rothschild, volumen 1: Desde los orígenes hasta 1848, Droz, 1965
- Historia de la Casa Rothschild, volumen 2: 1848-1870, Droz, 1967
- La industria siderúrgica francesa en el XIX XIX . siglo, Droz, 1968
- Historia de la tecnología : Tecnología y civilizaciones, tecnología y ciencias (dir), Gallimard, colección La Pleïade, 1978
- Los ingenieros del Renacimiento, Seuil, colección Points Sciences, 1978
- Fuentes estadísticas de la historia francesa. Investigaciones del XVII XVII. siglo hasta 1870 , Droz, 1980
- Mecánica griega. El nacimiento de la tecnología , Umbral, 1984
- La cultura técnica en Grecia, Juan Granica ediciones, 1985
- El consejo general de manufacturas. Inventario analítico de actas , EHESS, 1995